# تيد شيبينقتون
تيد تشيبينغتون (اسمه الحقيقي فرانسيس سميث من مواليد فبراير 1962 في ستوك أون ترينت، ستافوردشاير، انكلترا) هو بريطاني متابعة الموقف الكوميدي.
لاحظت خجول على المسرح شخصية، Chippington يتحاشى الكوميديا الرصد لصالح مكافحة الفكاهة والنكات التي هي في معظمها الاختلافات حول الموضوع نفسه، وسلمت في منطقة ميدلاند الغربية روتيني. كما أنه يؤدي في كثير من الأحيان إصداراته الخاصة من الأغاني المعروفة بأسلوب مشاكس. لقد ترك فعله الجماهير مرتبكة أو معادية، مع تكرار حدوثه خلال أدائه.
وقد فاز أسلوبه مسدود عدد صغير ولكن المكرسة من المتابعين. لقد ذكر ستيوارت لي في كثير من الأحيان تشيبينجتون باعتباره السبب في أنه بدأ الكوميديا الاحتياطية، واصفا تصرف تشيبينجتون بأنه «مزيج من السريالية والاستفزاز الوقح والملل الذي لا هوادة فيه»  ، ووصفه بأنه «أول ممثل كوميدي لما بعد البديل». يتحدث معجب آخر، ريتشارد هيرنج، عن «ازدراء لفكرة النكات». من جانبه، يقول تشيبينجتون - الذي يصف تصرفاته الخاصة بأنه متأثر بليني بروس وأود جرانداد بيجوت  - إنه «معاد للكوميدي» وأنه بدأ يفعل فعله فقط «لإزعاج الناس». لقد ادعى أن السبب الرئيسي للتقاعد من المسرح في التسعينيات هو أنه أصبح يتمتع بشعبية كبيرة.

## السنوات المبكرة
بدأت Chippington أداءها في عام 1981 تحت اسم "Eddie Chippington" قبل تغييرها إلى Ted "بسبب النضج والصلع". لقد جاء أولاً إلى الصدارة على المستوى الوطني عندما تم إصدار الحفلة التي كان يؤديها في برمنغهام في عام 1984 لدعم السقوط من قبل شركة التسجيلات المحلية Vindaloo في 7 " EP بعنوان Non Stop Party Hits of '50s،' 60s and 70s . يشير عنوان EP إلى ميله إلى أداء إصداراته الخاصة من الأغاني الكلاسيكية، بما في ذلك في هذه المناسبة عرضه لـ " DISCO " الخاص بالعثمان. قام جون بيل بتسجيل الرقم القياسي في برنامجه لهيئة الإذاعة البريطانية بي بي سي - وهو أمر نادر حدوثه بالنسبة لفنان كوميدي.
في عام 1986، أصدر ألبومًا بعنوان " Man in a Suitcase" - مجموعة من التسجيلات الحية بالإضافة إلى بعض الأغاني الأخرى، بما في ذلك إصداراته " She Loves You " و Alvin Stardust "I Feel Like Buddy Holly" - الذي وصل إلى قائمة أفضل 10 أغاني مخطط الألبوم. تلقت أغنية «إنها تحبك» تعريضًا أوسع بعد أن قام ستيف رايت بعرضها مرارًا وتكرارًا على برنامج الراديو 1 الخاص به، مما أدى بدوره إلى إصدار أغنية «وارنر براذرز» كأغنية فردية. فشلت بفارق ضئيل في تحقيق أفضل 75 شركة لكن Chippington يدعي أن الصفقة مع Warners 'أكسبته «1000 جنيه استرليني وكاري لطيف».
على الرغم من فشلها في تحطيم الرسوم البيانية، رفعت "She Loves You" صورة Chippington إلى حد كبير وأدت إلى ظهور إعلامي عديد، بما في ذلك منعطف على بي بي سي مجلة وقت الغداء تظهر Pebble Mill at One ، وهو الأخير يحقق طموحًا مدى الحياة.
أجرى تشيبينجتون أيضًا مقابلات مع New Musical Express و BRMB في برمنغهام والملحق اللوني للبريد يوم الأحد . الذي كان يقوم به أيضا في غلاستونبري والقراءة المهرجانات.
اقترب شيبتون مرة أخرى من النجاح في الرسم البياني الفردي في المملكة المتحدة من خلال تسجيل لحنه "روكين" مع ريتا (هيد تو تو) الذي قدمه مع اصدقائه الفنانين في فيندالو " العندليب" و " حصلنا على فوزبوكس ونحن ستعمل استخدامها. تلاها أغنية أخرى من خلال قراءته لـ " The Wanderer " من Dion ، والتي تم فيها تشغيل التفاخر بالكلمات الأصلية على رأسها: "أنا لست المتجول، أنا لست المتجول... لست حريصًا على التجول حول وحول وحول " .
في وقت كانت فيه طفرة الكوميديا البديلة في ذروتها، كافح تشيبينجتون - الذي ادعى ذات مرة أن الممثل الكوميدي المفضل لديه هو برنارد مانينغ  - لاقتحام جمهور أوسع.

## تقاعد
في عام 1990، بعد أن شعرت شركة Chippington بالقلق من الاهتمام الإعلامي، تقاعدت من العمل في مجال العرض وهاجرت إلى الولايات المتحدة. انتشرت شائعات بأنه ذهب إلى هناك للعمل كسائق شاحنة،  لكنه كان يعمل في لوس أنجلوس كطاهي. عاد في وقت لاحق إلى المملكة المتحدة، وتزوج واستقر في توركواي بعد فترة في لندن.

## العودة إلى الأداء
في عام 2007 بدأ يؤدي مرة أخرى. التصميم في البداية نفسه «القس تيد تشيبينغتون»، سقطت انه من العمر تيدي بوي مرحلة الزي لصالح النائب الصورة كلب طوق. لقد غير أيضا الكثير من المواد.
في عام 2007، تم إصدار مجموعة من الأقراص المدمجة من عمل Chippington السابق، بعنوان Walking Down the Road ، على ملصق Robert Lloyd 's Big Print. تم شكر Chippington بعنوان "Tedstock"، الذي يعرض ستيوارت لي، وريتشارد هيرنج والعديد من الممثلين الكوميديين، في مسرح بلومزبري بلندن من أجل تمويل هذا الإصدار. أدى هذا الحدث إلى موجة جديدة من المظاهر الإعلامية لشيبينغتون، بما في ذلك المقالات في الصحف الوطنية   والمظاهر التلفزيونية والإذاعية.  
منذ عودته، قام بجولة منظمة، دائمًا مع Nightingales ، وزار فرنسا وسويسرا والنمسا وألمانيا وأيرلندا. وقد قام أيضًا بظهور ضيف في برنامجي راديو Riley و Phill Jupitus .

## ديسكغرفي

### ألبومات
- رجل في حقيبة (1986) فيندالو (المملكة المتحدة إيندي # 5) [14]
- الحقيقة الحقيقية حول النقل بالشاحنات (1988) الصادق
- المشي أسفل الطريق (مجموعة مربع) (2007) Big Print

### الفردي
- الزيارات بدون توقف للحفلات في الخمسينيات والستينيات والسبعينات من القرن الماضي (1985) فيندالو
- «إنها تحبك» (1986) فيندالو (المملكة المتحدة رقم 77) [15]
- "Rockin" With Rita (Head to Toe) "(1986) Vindaloo (كجزء من Vindaloo Summer Special) (المملكة المتحدة رقم 56) [16]
- «(أنا لست) واندر» (1987) فيندالو (المملكة المتحدة إيندي رقم 28) [14]
- «هل هذا السنجاب ذو صلة؟» (2010) EP - Otalgia feat Ted Chippington [17]
- «البلوز فان» EP (2012) احترام الفينيل [18]

## روابط خارجية
- تيد شيبينقتون على موقع ميوزك برينز (الإنجليزية)
- تيد شيبينقتون على موقع ديسكوغز (الإنجليزية)
- مقالة حول تيد شيبينجتون بما في ذلك بعض مقاطع الصوت
- صفحة تيد ماي سبيس